# Bengalia recurva
Bengalia recurva är en tvåvingeart som beskrevs av Malloch 1927. Bengalia recurva ingår i släktet Bengalia och familjen spyflugor. Inga underarter finns listade i Catalogue of Life.